# Ali Parvin
Ali Parvin (Teheran, 12 ottobre 1946) è un allenatore di calcio ed ex calciatore iraniano, di ruolo centrocampista.

## Palmarès

### Giocatore

#### Club
- Campionato di calcio iraniano: 2

Persepolis: 1973, 1975

#### Nazionale
- Coppa d'Asia: 3

Iran 1968
Thailandia 1972
Iran 1976
- Giochi Asiatici: 1

Teheran 1974

#### Individuale
- Miglior giocatore della Coppa d'Asia: 1

1976

### Allenatore

#### Club
- Coppa delle Coppe dell'AFC: 1

Persepolis: 1990-1991
- Hazfi Cup: 3

Persepolis: 1987-1988, 1990-1991, 1998-1999
- Campionato di calcio iraniano: 3

Persepolis: 1998-1999, 1999-2000, 2001-2002

#### Nazionale
- Giochi Asiatici: 1

Pechino 1990